# El Vilosell
El Vilosell è un comune spagnolo di 197 abitanti situato nella comunità autonoma della Catalogna.